# Josh Gordon
Pour les articles homonymes, voir Josh Gordon (homonymie) et Gordon.
(en) Statistiques sur pro-football-reference
Joshua Caleb « Josh » Gordon, né le 13 avril 1991 à Houston, est un joueur américain de football américain.
Surnommé « Flash », ce wide receiver joue pour les Chiefs de Kansas City en National Football League (NFL) depuis septembre 2021. Il a auparavant joué avec les Browns de Cleveland (2012-2018), qui l'ont sélectionné lors de la draft 2012 de la NFL, et les Patriots de la Nouvelle-Angleterre (2018-2019) et les Seahawks de Seattle en 2019 et 2020. Il a joué au niveau universitaire avec les Bears de l'université Baylor.
Malgré ses performances sur le terrain, sa carrière professionnelle a été marquée par plusieurs suspensions à la suite de violations du code de la NFL, notamment sur la prise de drogue.

## Biographie

### Carrière universitaire
Il rejoint l'université Baylor et leur équipe des Bears en 2009. Durant la saison 2010, Gordon et son coéquipier Willie Jefferson sont arrêtés après que les policiers aient trouvé de la marijuana dans la voiture de Jefferson. Ce dernier est expulsé de l'équipe des Bears, tandis que Gordon est suspendu.
En juillet 2011, il est suspendu par les Bears après avoir échoué un test de dépistage de drogue et d'avoir testé positif à la marijuana. Le mois suivant, il change d'université pour jouer avec les Utes de l'université de l'Utah, mais ne joue pas la saison, après s'être inscrit en retard pour la ronde supplémentaire de la draft de la NFL.

### Carrière professionnelle
Il est sélectionné par les Browns de Cleveland durant la ronde supplémentaire de la draft 2012 de la NFL. À sa première saison professionnelle, il réceptionne pour 805 yards et 5 touchdowns sur 50 passes attrapées.
Il manque les deux premières parties de la saison 2013 en raison d'une suspension en matière d'abus de drogue, mais il confirme son talent lorsqu'il mène la ligue sur les yards par la voie des airs avec 1 646 yards sur 87 réceptions et 9 touchdowns marqués. Malgré une saison difficule sur le plan collectif avec 4 victoires et 12 défaites pour les Browns, il est sélectionné pour le Pro Bowl et dans la première équipe All-Pro.
Durant l'intersaison 2014, il est arrêté pour conduite sous influence en Caroline du Nord. Cette arrestation mène la NFL à le suspendre pour le même motif que l'an dernier. Bien qu'il soit prévu qu'il manque toute la saison, sa suspension est réduite à 10 matchs et il retourne au jeu lors de la semaine 12. Après cinq parties, il est une nouvelle fois suspendu, mais cette-fois par les Browns, pour avoir enfreint de nombreuses règles relatives à l'équipe.
Il est suspendu par la NFL pour la troisième fois de sa carrière, mais pour l'entièreté de la saison 2015. L'année suivante, il fait une demande de rétablissement pour la saison 2016, qui est refusée par la NFL après qu'il a échoué à un autre test de dépistage de drogue. La ligue l'autorise finalement à prendre part au camp d'entraînement des Browns, mais il est suspendu pour les quatre premières parties de la saison. Durant sa suspension, il décide d'entrer dans un centre de désintoxication en déclarant vouloir prendre du recul et une pause dans sa carrière professionnelle. Après avoir manqué deux saisons entières, la ligue lève sa suspension sous condition le 1er novembre 2017. Il est autorisé à jouer fin novembre et joue sa première partie depuis 2014 lors de la 13e semaine contre les Chargers de Los Angeles.
Après avoir joué la première partie de la saison 2018, les Browns prévoient libérer Gordon. Néanmoins, l'équipe trouve un partenaire d'échange pour Gordon et celui-ci est échangé le 17 septembre 2018 aux Patriots de la Nouvelle-Angleterre contre une sélection de cinquième tour pour la draft de 2019. Après avoir joué 11 parties avec les Patriots, il annonce qu'il se retire momentanément du football américain afin de prendre soin de sa santé mentale. À ce moment, il est suspendu indéfiniment par la NFL pour une nouvelle infraction à la politique antidrogue. Les Patriots remportent par la suite le Super Bowl LIII, mais Gordon reçoit tout de même une bague de champion pour ses apports à l'équipe plus tôt dans la saison.
Bien qu'étant toujours suspendu, il signe une nouvelle entente avec les Patriots pour la saison 2019. Sa suspension est levée sous condition en août 2019, lui permettant de jouer la première partie de la saison. Après avoir joué six parties, il est libéré par les Patriots le 31 octobre 2019. Il trouve rapidement preneur lorsqu'il est réclamé par les Seahawks de Seattle le lendemain. Il est une nouvelle fois suspendu par la ligue pour utilisation de substance interdite.

## Statistiques
| Année              | Équipe                             | MJ                 |                         | Passes réceptionnées    | Passes réceptionnées    | Passes réceptionnées    | Passes réceptionnées |       | Courses | Courses | Courses | Courses |  | Fumbles | Fumbles |
| Année              | Équipe                             | MJ                 | Nb.                     | Yards                   | Moy.                    | TD                      | Nb.                  | Yards | Moy.    | TD      | Nb.     | Perdus  |  |         |         |
| 2012               | Browns de Cleveland                | 16                 | 50                      | 805                     | 16,1                    | 5                       | -                    | -     | -       | -       | 1       | 1       |  |         |         |
| 2013               | Browns de Cleveland                | 14                 | 87                      | 1 646                   | 18,9                    | 9                       | 5                    | 88    | 17,6    | 0       | 0       | 0       |  |         |         |
| 2014               | Browns de Cleveland                | 5                  | 24                      | 303                     | 12,6                    | 0                       | -                    | -     | -       | -       | 0       | 0       |  |         |         |
| 2015               | Browns de Cleveland                |                    | N'a pas joué (suspendu) | N'a pas joué (suspendu) | N'a pas joué (suspendu) | N'a pas joué (suspendu) |                      |       |         |         |         |         |  |         |         |
| 2016               | Browns de Cleveland                |                    | N'a pas joué (suspendu) | N'a pas joué (suspendu) | N'a pas joué (suspendu) | N'a pas joué (suspendu) |                      |       |         |         |         |         |  |         |         |
| 2017               | Browns de Cleveland                | 5                  | 18                      | 335                     | 18,6                    | 1                       | -                    | -     | -       | -       | 0       | 0       |  |         |         |
| 2018               | Browns de Cleveland                | 1                  | 1                       | 17                      | 17                      | 1                       | -                    | -     | -       | -       | 0       | 0       |  |         |         |
| 2018               | Patriots de la Nouvelle-Angleterre | 11                 | 40                      | 720                     | 18                      | 3                       | -                    | -     | -       | -       | 0       | 0       |  |         |         |
| 2019               | Patriots de la Nouvelle-Angleterre | 6                  | 20                      | 287                     | 14,4                    | 1                       | 1                    | 1     | 1       | 0       | 0       | 0       |  |         |         |
| 2019               | Seahawks de Seattle                | 5                  | 7                       | 139                     | 19,9                    | 0                       | -                    | -     | -       | -       | 0       | 0       |  |         |         |
| 2020               | Seahawks de Seattle                |                    | N'a pas joué (suspendu) | N'a pas joué (suspendu) | N'a pas joué (suspendu) | N'a pas joué (suspendu) |                      |       |         |         |         |         |  |         |         |
| Totaux en carrière | Totaux en carrière                 | Totaux en carrière | 247                     | 4 252                   | 17,2                    | 20                      | 6                    | 89    | 14,8    | 0       | 1       | 1       |  |         |         |